# A Zoo – Állati ösztön epizódjainak listája
Ez a lista a Zoo – Állati ösztön (Zoo) című amerikai sorozat epizódjait tartalmazza. A sorozat 3-ik évad után végleg befejeződött 2017. szeptember 21-én. Magyarországon a sorozatot a PRIME sugározta.

## Évados áttekintés
| Évad | Évad | Részek száma | Részek száma | Eredeti sugárzás | Eredeti sugárzás     | Eredeti adó | Magyar sugárzás     | Magyar sugárzás    | Magyar adó |
| Évad | Évad | Részek száma | Részek száma | Évadbemutató     | Évadzáró             | Eredeti adó | Évadbemutató        | Évadzáró           | Magyar adó |
| ---- | ---- | ------------ | ------------ | ---------------- | -------------------- | ----------- | ------------------- | ------------------ | ---------- |
|      | 1.   | 13           | 13           | 2015. június 30. | 2015. szeptember 15. | CBS         | 2016. szeptember 7. | 2016. november 30. | PRIME      |
|      | 2.   | 13           | 13           | 2016. június 28. | 2016. szeptember 6.  | CBS         | 2016. december 7.   | 2017. március 1.   | PRIME      |
|      | 3.   | 13           | 13           | 2017. június 29. | 2017. szeptember 21. | CBS         | 2019. október 4.    | 2019. november 15. | PRIME      |

## Első évad (2015)
| Sor. | Év. | Cím                                                  | Rendező           | Író                                                          | Premier                                 | Nézettség   |
| ---- | --- | ---------------------------------------------------- | ----------------- | ------------------------------------------------------------ | --------------------------------------- | ----------- |
| 1.   | 1.  | Friss vér (First Blood)                              | Brad Anderson     | Josh Appelbaum, André Nemec, Jeff Pinkner és Scott Rosenberg | 2015. június 30. 2016. szeptember 7.    | 8,18 millió |
| 2.   | 2.  | Küzdj vagy menekül (Fight or Flight)                 | Michael Katleman  | Jeff Pinkner és Scott Rosenberg                              | 2015. július 7. 2016. szeptember 14.    | 7,67 millió |
| 3.   | 3.  | A Cicadák csöndje (The Silence of the Cicadas)       | Chris Long        | Denitria Harris-Lawrence                                     | 2015. július 14. 2016. szeptember 21.   | 6,56 millió |
| 4.   | 4.  | Csomagolja a mentalitást (Pack Mentality)            | David Grossman    | Bryan Oh                                                     | 2015. július 21. 2016. szeptember 28.   | 6,69 millió |
| 5.   | 5.  | Oroszlánt hibáztatni (Blame It on Leo)               | Steven A. Adelson | Jay Faerber                                                  | 2015. július 28. 2016. október 5.       | 7,09 millió |
| 6.   | 6.  | Ez az, ami úgy hangzik (This Is What It Sounds Like) | David Solomon     | Carla Kettner                                                | 2015. augusztus 4. 2016. október 12.    | 5,95 millió |
| 7.   | 7.  | Nyomozás (Sleuths)                                   | Dean White        | Denitria Harris-Lawrence                                     | 2015. augusztus 11. 2016. október 19.   | 6,69 millió |
| 8.   | 8.  | A sajt egyedül áll (The Cheese Stands Alone)         | Eric Laneuville   | Jay Faerber és Scott Rosenberg                               | 2015. augusztus 18. 2016. október 26.   | 5,85 millió |
| 9.   | 9.  | Murmuration (Murmuration)                            | Michael Katleman  | Bryan Oh                                                     | 2015. augusztus 25. 2016. november 2.   | 6,18 millió |
| 10.  | 10. | Érzelmi fertőzés (Emotional Contagion)               | Christine Moore   | Jay Faerber                                                  | 2015. szeptember 1. 2016. november 9.   | 6,02 millió |
| 11.  | 11. | Lövés és levelek (Eats, Shoots and Leaves)           | Zetna Fuentes     | Rebekah F. Smith                                             | 2015. szeptember 8. 2016. november 16.  | 5,73 millió |
| 12.  | 12. | Vad dolgok (Wild Things)                             | John Polson       | Carla Kettner                                                | 2015. szeptember 8. 2016. november 23.  | 5,73 millió |
| 13.  | 13. | A remény (That Great Big Hill of Hope)               | Michael Katleman  | Jeff Pinkner és Scott Rosenberg                              | 2015. szeptember 15. 2016. november 30. | 4,81 millió |

## Második évad (2016)
| Sor. | Év. | Cím                                                  | Rendező           | Író                               | Premier                               | Nézettség   |
| ---- | --- | ---------------------------------------------------- | ----------------- | --------------------------------- | ------------------------------------- | ----------- |
| 14.  | 1.  | A fenevad napja (The Day of the Beast)               | Michael Katleman  | Matt Pitts és Melissa Glenn       | 2016. június 28. 2016. december 7.    | 5,14 millió |
| 15.  | 2.  | Caraquet (Caraquet)                                  | Michael Katleman  | Bryan Oh és Nick Parker           | 2016. június 28. 2016. december 14.   | 5,14 millió |
| 16.  | 3.  | Ütközési pont (Collision Point)                      | Steven A. Adelson | Jay Faerber és Rebekah F. Smith   | 2016. július 5. 2016. december 21.    | 5,05 millió |
| 17.  | 4.  | Jerikó falai (The Walls of Jericho)                  | David Solomon     | Matt Pitts és Melissa Glenn       | 2016. július 12. 2016. december 28.   | 4,46 millió |
| 18.  | 5.  | A Hold és a Csillag (The Moon and the Star)          | Norman Buckley    | Bryan Oh és Nick Parker           | 2016. július 19. 2017. január 4.      | 4,11 millió |
| 19.  | 6.  | Szex, hazugságok és medúza (Sex, Lies and Jellyfish) | Ed Ornelas        | Matt Pitts és Jay Faerber         | 2016. július 26. 2017. január 11.     | 4,00 millió |
| 20.  | 7.  | Jamie-nek van fegyvere (Jamie's Got a Gun)           | Lee Rose          | Melissa Glenn és Rebekah F. Smith | 2016. augusztus 2. 2017. január 18.   | 4,43 millió |
| 21.  | 8.  | Zéróösszeg (Zero Sum)                                | Anton Cropper     | Bryan Oh és Nick Parker           | 2016. augusztus 9. 2017. január 25.   | 3,60 millió |
| 22.  | 9.  | Egy apa bűnei (Sins of the Father)                   | Michael Katleman  | Carla Kattner                     | 2016. augusztus 16. 2017. február 1.  | 4,01 millió |
| 23.  | 10. | Sárga köves út (Yellow Brick Road)                   | David Barrett     | Matt Pitts és Jay Faerber         | 2016. augusztus 23. 2017. február 8.  | 4,83 millió |
| 24.  | 11. | A vészhelyzet (The Contingency)                      | Leslie Libman     | Melissa Glenn és Rebekah F. Smith | 2016. augusztus 30. 2017. február 15. | 4,68 millió |
| 25.  | 12. | Pangaea (Pangaea)                                    | Gary Fleder       | Bryan Oh és Nick Parker           | 2016. szeptember 6. 2017. február 22  | 4,22 millió |
| 26.  | 13. | Clementine (Clementine)                              | Michael Katleman  | Bryan Oh és Nick Parker           | 2016. szeptember 6. 2017. március 1.  | 4,22 millió |

## Harmadik évad (2017)
| Sor. | Év. | Cím                                                              | Rendező          | Író                               | Premier                                 | Nézettség   |
| ---- | --- | ---------------------------------------------------------------- | ---------------- | --------------------------------- | --------------------------------------- | ----------- |
| 27.  | 1.  | Otthon, édes otthon (No Place Like Home)                         | Michael Katleman | Melissa Glenn és Nicole Phillips  | 2017. június 29. 2019. október 4.       | 2,99 millió |
| 28.  | 2.  | Kék diaszpóra (Diaspora)                                         | Michael Katleman | Bryan Oh és Nick Parker           | 2017. július 6. 2019. október 4.        | 2,83 millió |
| 29.  | 3.  | Az eltelt tíz év (Ten Years Gone)                                | Ed Ornelas       | Jay Faerber és Shintaro Shimosawa | 2017. július 13. 2019. október 11.      | 2,98 millió |
| 30.  | 4.  | Üdv a Madárházban (Welcome to the Terra Dome)                    | Greg Beeman      | Gregory Weidman és Geoff Tock     | 2017. július 20. 2019. október 11.      | 2,80 millió |
| 31.  | 5.  | Kódfejtés (Drop It Like It's Hot)                                | Norman Buckley   | Melissa Glenn és Nicole Phillips  | 2017. július 27. 2019. október 18.      | 2,69 millió |
| 32.  | 6.  | Aki Oz volt, az is marad (Oz is Oz)                              | Michael Katleman | Matt Pitts                        | 2017. augusztus 3. 2019. október 18.    | 2,60 millió |
| 33.  | 7.  | Szellemkígyó (Wham, Bam, Thank You Sam)                          | Alex Gayner      | Jay Faerber és Shintaro Shimosawa | 2017. augusztus 10. 2019. október 25.   | 2,44 millió |
| 34.  | 8.  | Állat a gépben (Stakes on a Plane)                               | Jet Wilkinson    | Gregory Widman és Geoff Tock      | 2017. augusztus 17. 2019. október 25.   | 2,61 millió |
| 35.  | 9.  | Fekete-erdő (The Black Forest)                                   | David Barrett    | Bryan Oh és Nick Parker           | 2017. augusztus 24. 2019. november 1.   | 2,42 millió |
| 36.  | 10. | Hol volt, hol nem volt egy fészek (Once Upon a Time in the Nest) | Avi Youabian     | Jay Faerber és Shintaro Shimosawa | 2017. augusztus 31. 2019. november 1.   | 2,03 millió |
| 37.  | 11. | Bölcsők és sírok (Cradles and Graves)                            | Jennifer Lynch   | Melissa Glenn és Nicole Phillips  | 2017. szeptember 7. 2019. november 8.   | 2,66 millió |
| 38.  | 12. | A Gát rosszabbik oldala (West Side Story)                        | Gary Fleder      | Gregory Weidman és Geoff Tock     | 2017. szeptember 14. 2019. november 8.  | 2,57 millió |
| 39.  | 13. | A Gát (The Barrier)                                              | Michael Katleman | Bryan Oh és Nick Parker           | 2017. szeptember 21. 2019. november 15. | 2,84 millió |

## Fordítás
Ez a szócikk részben vagy egészben  a   List of Zoo episodes című angol Wikipédia-szócikk ezen változatának fordításán alapul.  Az eredeti cikk szerkesztőit annak laptörténete sorolja fel. Ez a jelzés csupán a megfogalmazás eredetét és a szerzői jogokat jelzi, nem szolgál a cikkben szereplő információk forrásmegjelöléseként.